# The Tasmanian
The Tasmanian foi um jornal publicado em Launceston, Tasmânia, na Austrália, entre 1871 e 1895.
Edições digitalizadas de 1881 a 1895 estão disponíveis via Trove .